# Posttraumatický zombie syndrom
Posttraumatický zombie syndrom je 2. díl 3. řady amerického televizního seriálu Grimm od společnosti NBC. V USA měl díl premiéru 1. listopadu 2013 na stanici NBC. V České republice měl premiéru 10. března 2014 na stanici Prima Cool.

## Děj
Adalind se stále snaží získat zpět svou moc Hexenbiesta a už je jen malý krůček od cíle. Nick má stále symptomy zombie a navštěvuje lékaře. Tam zjišťuje, že i při velké zátěži jeho tělo vydává menší práci. Je vytrvalejší.

### Citát dílu
Není více překvapující

narodit se dvakrát nežli jednou;

vše v přírodě je vzkříšení.